# Rilhac-Treignac
Rilhac-Treignac è un comune francese di 117 abitanti situato nel dipartimento della Corrèze nella regione della Nuova Aquitania.

## Società

### Evoluzione demografica
Abitanti censiti